# 회색머리여우원숭이
회색머리여우원숭이(Eulemur cinereiceps)는 여우원숭이과에 속하는 중간 크기의 영장류 종이다. 2008년에 분류학적으로 개정되기 전까지는 흰목도리갈색여우원숭이(Eulemur albocollaris)로 알려졌었다. 마다가스카르섬의 남동부 지역에 서식한다.